# Уральские пельмени
«Уральские пельмени» — российское творческое объединение из Екатеринбурга, работающее в комедийном жанре. Организовано в 1993 году как команда КВН. Чемпионы Высшей лиги КВН 2000 года. С 2009 года «Уральские пельмени» представляют собственное юмористическое шоу на телеканале «СТС». 

## История

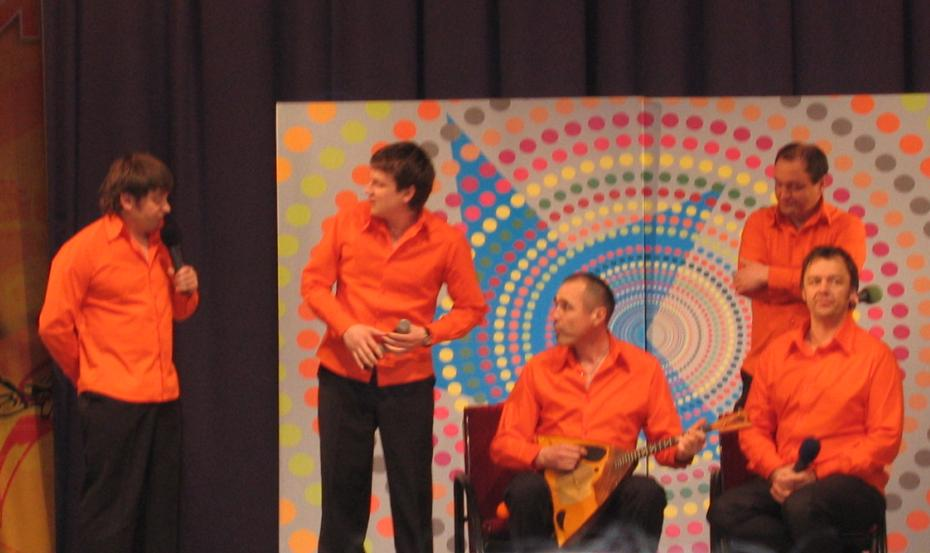
«Уральские пельмени» на концерте в Красноярске

Инициатором создания команды КВН выступил в 1993 году Дмитрий Соколов. Все первые участники вновь образованной команды являлись членами различных студенческих строительных отрядов Уральского политехнического института. 
Из нескольких вариантов команда выбрала название ресторана в Свердловске, которое в шутку уже использовалось в «закулисье», так как было очень созвучно с аббревиатурой «УПИ».
В том же 1993 году «Уральские пельмени» выиграли свою первую игру у команды юридического института. В 1995 году, победив в финале команду КВН Уральского государственного университета, «Пельмени» стали чемпионами Екатеринбурга.
В 1995 году «Уральские пельмени» попали на фестиваль КВН в Сочи. После этого выступления они получили приглашение на гала-концерт и участие в играх КВН Высшей лиги. 
С 1995 по 2000 годы «Уральские пельмени» играли пять сезонов в Высшей лиге КВН (1995, 1996, 1997, 1998, 2000). В дебютном 1995-м выбыли из 1/8 финала, в 1996-м проиграли в 1/4 финала. В 1997-м проиграли в 1/8 финала, в 1998-м году проиграли в полуфинале будущим чемпионам — команде «Дети лейтенанта Шмидта». В 2000 году стали чемпионами Высшей лиги. В 2002 году «Пельмени» завоевали Летний кубок КВН. Кроме того, команда становилась обладателями наград «Большой КиВиН в золотом» (2002), «Большой КиВиН в светлом» (1999, 2004), «Большой КиВиН в тёмном» (2005, 2006) на фестивале команд КВН «Голосящий КиВиН».

## Хронология
- 1993 — основание команды «Уральские пельмени»
- 1995 — дебют в Высшей лиге КВН
- 1999 — второй призёр музыкального фестиваля «Голосящий КиВиН» в Юрмале («Большой КиВиН в светлом»)
- 2000 — чемпион Высшей лиги КВН
- 2002 — победитель музыкального фестиваля «Голосящий КиВиН» в Юрмале («Большой КиВиН в золотом»)
- 2002 — победитель «Кубка суперчемпионов КВН» в игре с командой БГУ в Ханты-Мансийске
- 2004 — серебряный призёр музыкального фестиваля «Голосящий КиВиН» в Юрмале («Большой КиВиН в светлом»)
- 2005 — бронзовый призёр музыкального фестиваля «Голосящий КиВиН» в Юрмале («Большой КиВиН в тёмном»)
- 2005 — победитель Зимнего кубка Высшей украинской лиги
- 2006 — бронзовый призёр музыкального фестиваля «Голосящий КиВиН» в Юрмале («Большой КиВиН в тёмном»)
- 2007, 2009 — программа «Шоу Ньюs» на «ТНТ»
- 2009 — 16-летний «юбилей» команды под названием «Уральские пельмени. 16 лет. Юбилей» («Потому что гладиолус!») на канале «РЕН ТВ»
- 2009 — настоящее время — юмористические спектакли «Шоу „Уральских пельменей“» на канале «СТС»
- 2011—2013 — скетчкомы «Нереальная история» и «Валера TV» на «СТС»
- 2012 — шоу талантов «МясорУПка» на канале «СТС»
- 2013 — 20-й «юбилей» команды под названием «20 лет в тесте» (8 ноября 2013 г. — концерт в Москве)
- 2013 — команда получила международную теленаграду «ТЭФИ-Содружество»
- 2014 — финалист ТЭФИ 2014
- 2017 — кинокомедия «Везучий случай»
- 2017—2018 — концертное шоу «Весёлый вечер» на канале «Россия-1»[4]
- 2019 — встреча выпускников КВН
- 2020 — интернет-проекты «Дома с пельменями» и «Рассмеши пельменя»
- 2021 — юбилейный выпуск КВН 60 лет. Сборная ТОТ КВН
- 2023 — интернет-проект «Едем с Пельменями»
- 2023 — сериал «Мама будет против» на канале «СТС»[5]
- 2023 — научно-популярное шоу «Уральские умельцы» на канале «СТС»

### История после КВН
Команда «Уральские пельмени» продолжила свою деятельность и после окончания игр в КВН. Члены команды являются постоянными участниками телевизионных проектов «Вне родных квадратных метров», «Подъём», «Большая тёрка», «Вне игры», «Всё по-нашему!», «Большая разница», «Наша Russia», «Прожекторперисхилтон», «Южное Бутово», «Нереальная история», «Валера TV», «Comedy Club», «Моржовка», «Реальные пацаны», «Ты смешной!» и др. Команда занимается творческой деятельностью, авторской работой, режиссурой, рекламой, производством теле- и радиопередач, организацией праздников, концертов, фестивалей, гастролирует по стране. Выступают под маркой Творческого объединения «Уральские пельмени».
В 2007 году команда приняла участие в разработке первого собственного проекта «Шоу Ньюs» для «ТНТ» — пародии на новостные программы. Однако в 2009 году выпуски 2 сезона прошли с рейтингами ниже ожидаемого. Тем самым, дальнейшие передачи выходили в ночном эфире канала в разное время. После финансового кризиса производство шоу было прекращено.
После окончания съёмок «Шоу Ньюs» Сергей Нетиевский сделал запись концерта в Екатеринбурге и стал обращаться к различным производителям юмористических программ (к Александру Цекало, продюсерам каналов «ТНТ» и «СТС») с предложением создавать телеверсии концертов «Уральских пельменей», однако везде ему отвечали, что «шоу — неформат». В итоге, спустя несколько дней после того, как 27 июня 2009 года на телеканале «РЕН ТВ» вышел снятый исключительно за деньги Нетиевского «юбилейный» концерт к 16-летию команды под названием «Потому что гладиолус!» (с эпизодическим участием Сергея Светлакова), имевший высокие показатели телесмотрения (рейтинг 1,9 % и долю 9,2 %), команда получила предложение делать своё шоу на «СТС». Так, 18 октября 2009 года вышел первый выпуск «Шоу „Уральские пельмени“» под названием «Гори оно всё… конём!». В 2012 году концерт «Потому что гладиолус!» был выкуплен «СТС» и вышел в двух частях под названием «Юбилейный концерт. Нам 16 лет».
До 2009 года некоторые концерты «Уральских пельменей», снятые в Екатеринбурге, показывала местная государственная телерадиокомпания «Урал» во время региональных вставок на телеканале «Россия».
В 2011 году создано ООО «Творческое объединение „Уральские пельмени“». Основателями юридического лица являются десять участников шоу — Дмитрий Брекоткин, Сергей Ершов, Сергей Исаев, Сергей Калугин, Вячеслав Мясников, Сергей Нетиевский, Александр Попов, Андрей Рожков, Дмитрий Соколов и Максим Ярица. Каждому принадлежит по 10 % доли предприятия.
В декабре 2015 года коллектив выступал в Севастополе, что с точки зрения украинских властей является незаконным пересечением границы страны. Вследствие этого команда была занесена в базу сайта «Миротворец» и ей запрещено пересечение границы Украины.
По состоянию на 2021 год пост директора коллектива оспаривается. До октября 2015 года эту должность занимал Сергей Нетиевский, после чего решением собрания коллектива директором был назначен Сергей Исаев. 29 июня 2016 года это решение было признано судом недействительным, однако участники шоу не согласились с постановлением суда. 
С декабря 2016 года пост директора стал занимать Андрей Рожков, а с февраля 2018 года — Наталия Ткачёва. Однако должность по-прежнему оспаривается со стороны Нетиевского.
В мае 2018 года компания «Уральские Пельмени Продакшн» заключила эксклюзивный контракт с СТС на 3 года, ранее контракты подписывались раз в год.
С 1 июня по 31 августа 2023 года коллектив проводил кастинг актёров и питчинг авторов для своего одноимённого шоу на телеканале «СТС». 1 октября 2023 года стали известны имена победителей конкурса. Среди актёров — Мария Шахнович (команда КВН «Без баб»), Софья Лобанова (проекты «Между нами шоу», «Шоу большой страны»), Павел Моисеенко (команда КВН «НАТЕ») и Артём Рогов (участник проекта «Открытый микрофон»). Среди авторов: Вадим Крашенинников, Сергей Белов, Марена Кейн и Майя Марьева.

## Состав команды

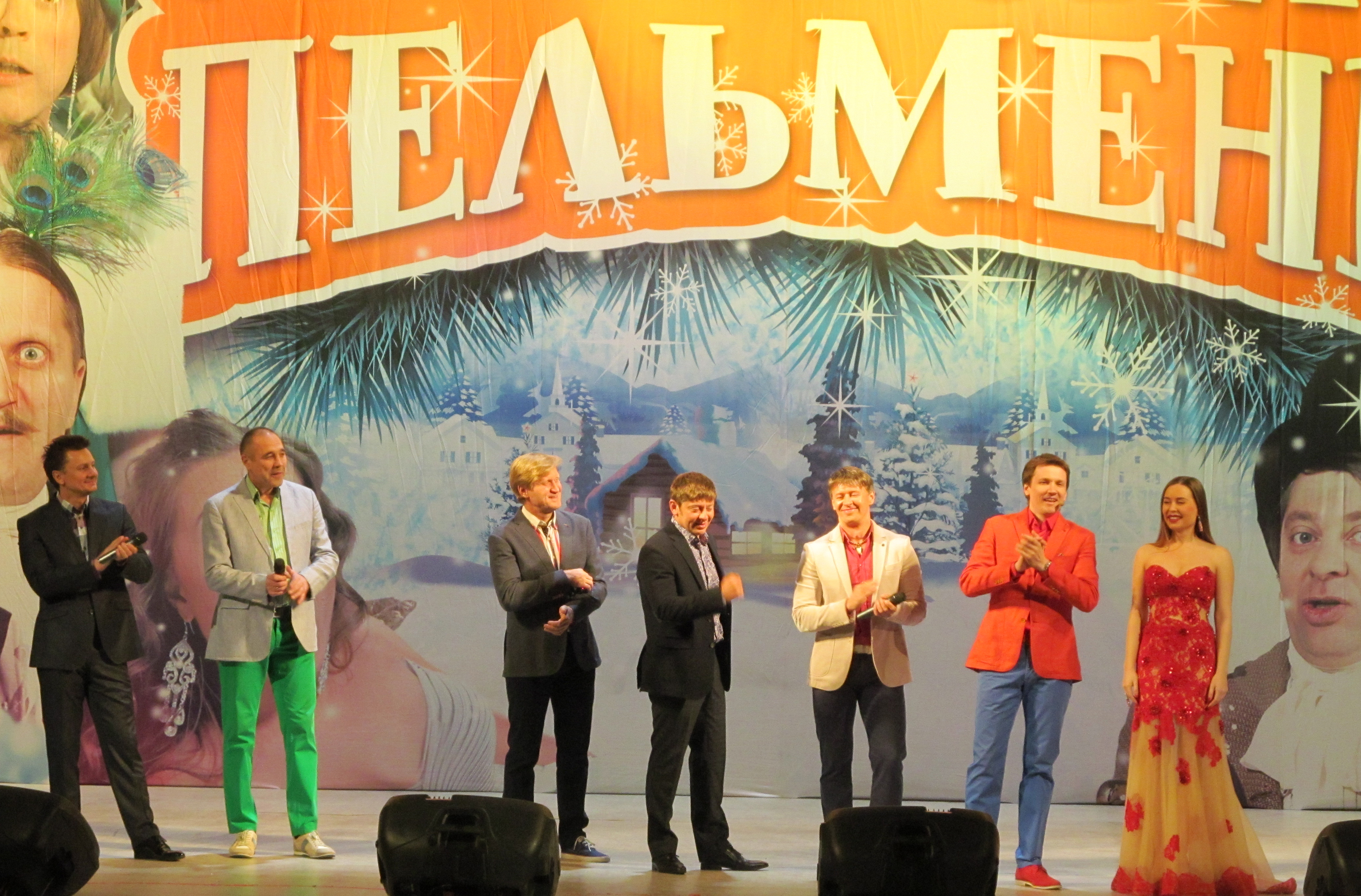
«Уральские пельмени» на концерте в пермском ДК имени Солдатова 15 января 2015 года

Действующие участники
- Андрей Рожков[22] — капитан (1994—2016), художественный руководитель, актёр, автор, директор команды (с 2016 года)
- Дмитрий Соколов — основатель команды, актёр, автор. Ранее был в составе команды «Соседи» УПИ-ТМИ.
- Дмитрий Брекоткин — актёр, автор.
- Вячеслав Мясников[22] — актёр, автор. В команде с 2000 года, пришёл из команды КВН «Парни с лесоповала» (УГЛТУ).
- Сергей Исаев — вице-капитан, актёр, автор, директор команды (с октября 2015 по декабрь 2016 года)[23]. В команде со дня основания. Ранее был в составе команды «Соседи» УПИ-ТМИ.
- Максим Ярица — актёр, автор. В команде с 1994 года.
- Александр Попов — креативный продюсер, актёр, автор. В команде с 1997 года[24].
- Сергей Ершов — руководитель авторской группы, актёр. В команде со дня основания.
- Сергей Калугин — звукооператор, музыкант, актёр.
- Илана Юрьева (Исакжанова) — актриса, в команде с 2012 года.
- Ксения Корнева — актриса, в команде с 2015 года. Бывшая участница команды КВН «Раисы», г. Иркутск.
- Артём Пушкин — актёр, автор, в команде с 2016 года. Соавтор и участник нескольких концертов, играл с командой сезон высшей лиги КВН 2000 года. Также известен по участию в программах «Смех без правил», «Убойная лига», «Убойный вечер», «Убойной ночи». Ранее был в составе команд КВН «Свердловск» и «Диаманты».
- Данила Пятков — актёр, автор, в команде с 2016 года.
- Мария Шахнович — актриса, в команде с 2024 года. Участница команды КВН «Без баб» и победительница кастинга от 2023 года в шоу «Уральские пельмени»[a].
- Ева Жук — актриса, в команде с 2024 года. Ведущая научно-популярного шоу «Уральские умельцы» на телеканале «СТС»[b].

### Бывшие участники
- Сергей Нетиевский — продюсер команды, актёр, автор, директор команды (с 2009 по октябрь 2015). В команде с 1995 года. В 2015 году покинул шоу и начал заниматься новыми проектами.
- Роман Постовалов — актёр, автор, находился в команде с 2016 по 2025 годы[25]. Известен по участию в программах «Смех без правил», «Убойная лига», «Убойной ночи», «Убойный вечер».
- Сергей Светлаков — актёр, автор, выступал с командой в КВН с 2000 по 2009 годы, пришёл из команды «Парк текущего периода» (УрГУПС). Участвовал в первых выпусках шоу «Уральских пельменей» на СТС (2009—2010). В 2019 году в составе команды принял участие во «Встрече выпускников КВН».
- Юлия Михалкова-Матюхина[22][26] — актриса, официально в команде с 2009 по 2019 год, но участвовала в концертах и ранее[27].
- Стефания-Марьяна Гурская — актриса, участвовала в шоу с 2013 по 2015 год. Ранее была участницей команд КВН «Голоса» и «Пластилин».
- Ольга Захарова — выступала с командой в КВН (сезон 1997—1999 год, финал 2000).
- Алёна Тиглева — выступала с командой в КВН (сезон 1993 — середина 2000). Участвовала в шоу «Ура! Стипенсия!» в 2010 году.

## Шоу «Уральские пельмени»
Шоу «Уральские пельмени» — юмористическое телешоу, создаваемое одноимённым творческим коллективом. Выходит с 18 октября 2009 года на телеканале СТС, где имеет высокие рейтинги телесмотрения на протяжении долгих лет.
Шоу включает в себя: эстрадные миниатюры на бытовые и социальные темы, музыкальные номера, пародии на известных личностей и телепередачи, интерактивы с гостями в зале и импровизации. Сценарии юмористических номеров пишут как сами актёры («Уральские пельмени»), так и сценаристы. Музыкальным оформлением шоу занимаются композитор Сергей Калугин и группа Liver Band.
В номерах шоу иногда также принимают участие приглашённые знаменитости. За годы существования программы участвовали: Александр Ревва, Марина Федункив, Стас Ярушин, Геннадий Ветров, Игорь Саруханов, Юлия Ковальчук, Анфиса Чехова, Нюша, Елена Малышева.
В 2013 году команда получила теленаграду «ТЭФИ-Содружество». Летом этого же года Forbes включил «Уральских пельменей» в рейтинг «50 главных российских знаменитостей — 2013». В 2018 и 2023 годах шоу «Уральские пельмени» получало премию ТЭФИ в номинации «Юмористическая программа/шоу».

### Список выпусков шоу «Уральские пельмени»

#### 2009—2012
| № выпуска | Название концерта, описание | Премьера на ТВ     |
| --------- | --- | ------------------ |
| 1         | «Гори оно всё… конём!» — в основном базируется на прошлых номерах команды | 18 октября 2009    |
| 2         | «Смешняги» — пародия на прошлогодний фильм «Стиляги (фильм, 2008)» и одноимённую субкультуру, в основном базируется на прошлых номерах команды. Как и в фильме, в передаче звучит кавер на песню «Я люблю буги-вуги» | 22 ноября 2009     |
| 3         | «Падал прошлогодний смех» — посвящено Новому году, название выпуска происходит от мультфильма «Падал прошлогодний снег» Последний концерт с участием Сергея Светлакова                                               | 3 января 2010      |
| 4         | «Агенты 07» — пародируя кинофраншизу об агенте 007 Джеймсе Бонде, участники играют секретных агентов | 30 января 2010     |
| 5         | «Шагом фарш!» — посвящено Дню защитника Отечества, название происходит от команды «Шагом МАРШ!» | 23 февраля 2010    |
| 6         | «В гостях у скалки» — посвящено Международному женскому дню, название происходит от передачи «В гостях у сказки» | 28 марта 2010      |
| 7         | «Весь апрель — никому…» — весенний выпуск к 1 апреля | 25 апреля 2010     |
| 8         | «По уши в ЕГЭ» — посвящено выпускным школьным экзаменам, происходит от выражения «по уши в дерьме» | 15 мая 2010        |
| 9         | «Ze BEST (Лучшее)» — спецвыпуск, в котором показано, что происходит за кулисами | 12 июня 2010       |
| 10        | «Как я провёл ЭТО» — летний выпуск, название происходит от названия школьного сочинения «Как я провёл лето» | 9 октября 2010     |
| 11        | «Ура! Стипенсия» — студенческий выпуск | 30 октября 2010    |
| 12, 13    | «Борода измята» (2 части) — новогодний концерт, происходит от детского стишка «Здравствуй, дедушка Мороз, борода из ваты».                                                                                           | 5 и 15 января 2011 |
| 14        | «Из грязи в стразы» — пародия на русскую поговорку «из грязи в князи», гламурный выпуск | 5 февраля 2011     |
| 15        | «День смешного Валентина» — посвящено Дню святого Валентина | 12 февраля 2011    |
| 16        | «На старт! Внимание… Март!» — от спортивной команды «На старт! Внимание! Марш!», посвящено мартовским праздникам | 12 марта 2011      |
| 17        | «Союзы-Аполлоны» — к 50-летнему юбилею первого полёта человека в космос | 14 мая 2011        |
| 18        | «Отцы и эти» — о детях и родителях, отсылка к роману И. С. Тургенева «Отцы и дети» Последний концерт в театре киноактёров.                                                                                           | 21 мая 2011        |
| 19        | «От томата до заката» — о дачной жизни, название происходит от фильма «От заката до рассвета» Первый концерт в БКЗ Космос и в формате 16:9.                                                                          | 23 октября 2011    |
| 20        | «Пинг-понг жив!» — о спорте, название происходит от фильма «Кинг-Конг жив» | 30 октября 2011    |
| 21        | «Нано-концерт, на» — о нанотехнологиях | 4 декабря 2011     |
| 22, 23    | «Снегодяи» (2 части) — новогодний концерт | 31 декабря 2011    |
| 24        | «Год в сапогах» — посвящено армии и празднику 23 февраля, название происходит от сказки «Кот в сапогах» | 19 февраля 2012    |
| 25        | «Красота спасёт мымр» — отсылка к фразе «Красота спасёт мир», посвящается женщинам и празднику 8 марта | 8 марта 2012       |
| 26        | «Зе BAD — Худшее!» — сборник номеров, которые по какой-то причине не попали в выпуски | 1 апреля 2012      |
| 27        | «Не вешать хвост, ветеринары!» — посвящено животной тематике отсылка к песне «Не вешать нос, гардемарины!» из фильма «Гардемарины, вперёд!»                                                                          | 18 мая 2012        |
| 28        | «Очень страшное смешно» — название происходит от фильма «Очень страшное кино», посвящено кинематографу | 25 мая 2012        |

#### 2012—2014
Все концерты, выходившие с осени 2012 по весну 2014 года, состояли из двух частей.
| № выпуска | Название концерта, описание | Премьера на ТВ             |
| --------- | --- | -------------------------- |
| 29, 30    | «Вялые паруса» — посвящено отдыху за границей (1 часть) и отдыху в России (2 часть), название происходит от повести-феерии Александра Грина «Алые паруса»              | 28 сентября 2012           |
| 31, 32    | «Тень знаний!» — от праздника «День знаний» | 12 октября 2012            |
| 33, 34    | «Назад в булошную» — от фильма «Назад в будущее», посвящено исторической тематике                                                                                      | 7 декабря 2012             |
| 35, 36    | «Снега и зрелищ» — новогоднее шоу, происходит от выражения «Хлеба и зрелищ»                                                                                            | 31 декабря 2012            |
| 37, 38    | «Мужхитёры» — концерт про настоящих мужчин и хитрецов, от «мушкетёры»                                                                                                  | 23 февраля 2013            |
| 39, 40    | «Женское: — Щас я!» — концерт, посвящённый Женскому дню 8 марта, от песни Татьяны Овсиенко «Женское счастье»                                                           | 8 марта 2013               |
| 41, 42    | «Зе BAD-2 (Худшее)» 2 части — сборник номеров, которые не попали в выпуски                                                                                             | 7 апреля 2013              |
| 43, 44    | «Худеем в тесте» — выпуск, посвящённый диете | 3 мая 2013                 |
| 45, 46    | «Май-на!» — о майских праздниках и о стройке, название происходит от строительной команды «майна» и частицы-паразита «-на»                                             | 24 и 31 мая 2013           |
| 47, 48    | «На Гоа бобра не ищут» — рассказывается об отдыхе, название происходит от пословицы «от добра добра не ищут»                                                           | 4 и 7 октября 2013         |
| 49, 50    | «Люди в белых зарплатах» — рассказывается о зарплатах и бюджетниках, название происходит от выражения «люди в белых халатах»                                           | 18 октября и 1 ноября 2013 |
| 51, 52    | «20 лет в тесте» — юбилейный концерт | 8 ноября 2013              |
| 53, 54    | «Ёлочка, беги!» — новогоднее шоу | 31 декабря 2013            |
| 55, 56    | «Адам в хорошие руки» — название происходит от объявления «Отдам в хорошие руки», концерт о женщинах                                                                   | 7 марта 2014               |
| 57, 58    | «Грачи пролетели» — весенний концерт, название происходит от картины художника А. Саврасова «Грачи прилетели»                                                          | 14 марта 2014              |
| 59, 60    | «Пель и Мень сМешат на помощь» (2 части) — от названия мультсериала «Чип и Дейл спешат на помощь», сборник номеров с предыдущих концертов, не вошедших в их телеверсии | 18 апреля 2014             |
| 61, 62    | «Колидоры искусств» (2 части) — искорёженное выражение «Коридоры искусств», посвящено разным видам искусств                                                            | 8 мая 2014                 |
| 63, 64    | «В вуз не дуем (2 части)» — за основу взята поговорка «в ус не дуем», концерт на студенческую тему                                                                     | 23 мая 2014                |

#### 2014—2017
| № выпуска      | Название концерта, описание | Премьера на ТВ                          |
| -------------- | --- | --------------------------------------- |
| 65             | «Виза есть — ума не надо!» — от поговорки «Сила есть — ума не надо!», посвящено путешествиям                                                                                              | 12 декабря 2014                         |
| 66             | «Волшебники страны Ой» — отсылка к книге Фрэнка Баума «Волшебник страны Оз», концерт посвящён волшебству                                                                                  | 19 декабря 2014                         |
| 67             | «Музыка нас слизала» — отсылка к песне группы «Мираж» «Музыка нас связала», концерт посвящён музыке                                                                                       | 26 декабря 2014                         |
| 68             | «Когда носы в 12 бьют» — новогодний выпуск, отсылка к песне Е. Крылатова на стихи Л. Дербенёва «Снежинка (Пока часы двенадцать бьют)» из к/ф «Чародеи»                                    | 31 декабря 2014                         |
| 69             | «Восстание мущин» — отсылка к фильму «Терминатор 3: Восстание машин», посвящено празднику 23 февраля                                                                                      | 27 февраля 2015                         |
| 70             | «С милым рай и в бутике» — посвящено празднику 8 марта, название происходит от пословицы «с милым рай и в шалаше»                                                                         | 6 марта 2015                            |
| 71, 74         | «Корпорация морсов» / «Корпорация морсов 2. Отжим» — отсылка к анимационному фильму «Корпорация монстров», сборник номеров с предыдущих концертов, не вошедших в их телеверсии            | 3 апреля и 29 мая 2015                  |
| 72             | «Журчат рубли» — отсылка к песне И. Дунаевского на стихи М. Вольпина «Журчат ручьи» из к/ф «Весна»                                                                                        | 11 мая 2015                             |
| 73             | «50 друзей СОКОЛоушена» — отсылка к названиям фильмов «Трилогии Оушена», концерт посвящён юбилею Дмитрия Соколова. Последний концерт с участием Стефании-Марьяны Гурской                  | 22 мая 2015                             |
| 75             | «В поисках Асфальтиды» — концерт о дорогах и автомобилях, название происходит от «В поисках Атлантиды».                                                                                   | 15 ноября 2015                          |
| 76             | «Всё лето в шляпе!» (Хургадом буду) — летний концерт, название происходит от «Всё дело в шляпе!». Последний концерт с участием Сергея Нетиевского.                                        | 22 ноября 2015                          |
| 77             | «О спорт, нам лень!» — отсылка к художественно-документальному фильму «О спорт, ты — мир!»                                                                                                | 25 декабря 2015                         |
| 78             | «Мятое января» — новогодний выпуск | 31 декабря 2015                         |
| 79             | «Медкомиссия невыполнима» — посвящено празднику 23 февраля, отсылка к фильму «Миссия невыполнима»                                                                                         | 20 февраля 2016                         |
| 80             | «Хозяйка медной сковороды» — посвящено празднику 8 Марта, отсылка к мифическому образу хозяйки Уральских гор, сказу П. П. Бажова «Хозяйка медной горы»                                    | 8 марта 2016                            |
| 81, 82, 83, 89 | «Хочу всё ржать» (4 части) — отсылка к детскому научно-популярному киножурналу «Хочу всё знать», сборник номеров с предыдущих концертов, по каким-то причинам не вошедших в их телеверсии | 22, 29 апреля, 12 мая и 23 декабря 2016 |
| 84             | «Нельзя в иллюминаторе» — космический концерт, отсылка к строке «Земля в иллюминаторе» песни «Трава у дома» группы «Земляне»                                                              | 20 мая 2016                             |
| 85             | «Ваше огородие» — дачный концерт, отсылка к песне Булата Окуджавы «Ваше благородие, госпожа удача»                                                                                        | 27 мая 2016                             |
| 86             | «Тесто под солнцем» — летний концерт, отсылка к фильму «Место под солнцем» | 2 декабря 2016                          |
| 87             | «Дневниковый период» — посвящено школьной тематике, отсылка к мультфильму «Ледниковый период»                                                                                             | 9 декабря 2016                          |
| 88             | «Игра приколов. Новый сезон» — посвящено телевизионным сериалам, отсылка к популярному сериалу «Игра престолов»                                                                           | 16 декабря 2016                         |
| 90             | «Оливьеды» — новогодний концерт. Отсылка к словам «Оливье» и «муравьеды». | 31 декабря 2016                         |
| 91             | «Ковбои здесь тихие» — отсылка к повести «А зори здесь тихие», посвящено 23 февраля | 1 мая 2017                              |
| 92             | «Принцесса огорошена» — отсылка к сказке «Принцесса на горошине», посвящено 8 марта | 1 мая 2017                              |
| 93             | «Спасите наши уши» — отсылка к сигналу бедствия SOS («Спасите наши души!»), посвящён музыкальной тематике                                                                                 | 8 мая 2017                              |
| 94             | «Будьте бобры!» — отсылка к фразе «Будьте добры», шоу посвящено животному миру | 12 мая 2017                             |
| 95, 96, 97     | «Королевство кривых кулис» (3 части) — отсылка к фильму «Королевство кривых зеркал», сборник номеров с предыдущих концертов, по каким-то причинам не вошедших в их телеверсии             | 12 июня, 6 и 13 октября 2017            |
| 98             | «50 оттенков загорелого!» — посвящено летнему отдыху, отсылка к книге «50 оттенков серого»                                                                                                | 27 октября 2017                         |
| 99             | «По тёщьему велению» — сказочный выпуск, отсылка к сказке «По щучьему веленью» | 3 ноября 2017                           |
| 100            | «Мандарины, вперёд!» — новогодний выпуск, отсылка к фильму «Гардемарины, вперёд!» | 31 декабря 2017                         |

#### 2018—2022
| № выпуска | Название концерта, описание | Премьера на ТВ |
| --- | --- | --- |
| 101 | «Гиря от ума» — посвящено спорту, отсылка к пьесе А. С. Грибоедова «Горе от ума» | 11 мая 2018 |
| 102 | «Джентльмены без сдачи» — отсылка к фильму «Джентльмены удачи», посвящено 23 февраля | 18 мая 2018 |
| 103 | «Унесённые феном» — отсылка к фильму «Унесённые ветром», посвящено 8 Марта | 25 мая 2018 |
| 104, 105, 106, 107, 111, 112, 116, 117, 122, 123, 126, 127, 128, 129, 130, 133, 136, 137, 138, 139, 140, 145, 146, 147, 152, 153, 155, 162, 163, 167, 168, 169, 170 | «Азбука „Уральских пельменей“ А, Б, В, Г, Д, Е, Ж, З, И, К, Л, М, Н, О, П, Р, С, Т, У, Ф, Х, Ц, Ч, Ш, Щ, Э, Ю, Я, Ь, Ъ, Ы, Й, Ё» (33 части) — сборник номеров с предыдущих концертов, по каким-то причинам не вошедших в их телеверсии | 1, 8 и 15 июня, 12 октября 2018; 18 и 25 января, 22 февраля, 1 марта, 18 и 25 октября, 15, 22 и 29 ноября, 6 и 13 декабря 2019; 18 сентября, 9 и 23 октября, 27 ноября, 4 и 11 декабря 2020; 12, 19 и 26 марта, 24 сентября, 1 и 15 октября 2021, 25 февраля и 5 марта, 7, 14 и 28 октября, 11 ноября 2022 |
| 108 | «Утро в сосновом бреду» — отсылка к картине И. И. Шишкина «Утро в сосновом лесу» | 19 октября 2018 |
| 109 | «Страна Гирляндия» — новогодний выпуск | 31 декабря 2018 |
| 110 | «Лень космонавтики» — отсылка к празднику «День космонавтики» | 11 января 2019 |
| 113 | «День сырка» — концерт о блюдах и готовке, отсылка к празднику «День сурка» | 1 февраля 2019 |
| 114 | «Пляжный шизон» — летний концерт, отсылка к выражению «пляжный сезон» | 8 февраля 2019 |
| 115 | «ЖИ-ШИ прилетели» — отсылка к названию картины «Грачи прилетели», посвящено школьной тематике | 15 февраля 2019 |
| 118 | «Муж на щас» — отсылка к услуге «муж на час», посвящено 23 февраля | 5 апреля 2019 |
| 119 | «Шубный приговор» — отсылка к телепередаче «Модный приговор», посвящено 8 Марта | 12 апреля 2019 |
| 120 | «Против Ома нет приёма» — концерт о науке, отсылка к выражению «против лома нет приёма» | 6 сентября 2019 |
| 121 | «Бубновый ТЮЗ» — выпуск, посвящённый театрам, отсылка к выражению «Бубновый туз» Последний концерт с участием Юлии Михалковой | 11 октября 2019 |
| 124 | «Лето — это маленькая жесть» — летний выпуск, отсылка к песне Олега Митяева «Лето — это маленькая жизнь» | 1 ноября 2019 |
| 125 | «Нервное сентября» — отсылка к первому сентября | 8 ноября 2019 |
| 131 | «Чем торт не шутит» — отсылка к пословице «чем чёрт не шутит» | 20 декабря 2019 |
| 132 | «Ёлка, дети, два стола» — новогодний выпуск, отсылка к фильму «Карты, деньги, два ствола» | 31 декабря 2019 |
| 134 | «Люди Икс Эль» — отсылка к серии фильмов «Люди Икс» | 25 сентября 2020 |
| 135 | «Утомлённые солярием» — отсылка к фильму «Утомлённые солнцем» | 2 октября 2020 |
| 141 | «Дело пахнет мандарином» — новогодний концерт, отсылка к «дело пахнет керосином» | 31 декабря 2020 |
| 142 | «Заливной огонёк» — новогодний концерт. Отсылка к слову заливное и названию телепередачи «Голубой огонёк» | 1 января 2021 |
| 143 | «Спорная помощь» — отсылка к скорой помощи | 26 февраля 2021 |
| 144 | «В семье не без народа» — отсылка к выражению «в семье не без урода» | 5 марта 2021 |
| 148 | «12 ульев» — отсылка к «12 стульев» | 2 апреля 2021 |
| 149 | «Мех продлевает жизнь» — отсылка к выражению «смех продлевает жизнь» | 9 апреля 2021 |
| 150 | «Гидом буду» — отсылка к выражению «гадом буду», туристический концерт | 10 сентября 2021 |
| 151 | «Нежная королева» — отсылка к сказке «Снежная королева», концерт к 8 марта | 17 сентября 2021 |
| 154 | «Мятый элемент» — отсылка к фильму «Пятый элемент» | 8 октября 2021 |
| 156 | «Без задних нот» — музыкальный концерт. Отсылка к выражению «без задних ног» | 22 октября 2021 |
| 157 | «Агронавты» — отсылка к аргонавтам сельхоз-концерт | 29 октября 2021 |
| 158 | «Человек с бульвара мандаринов» — новогодний концерт, отсылка к фильму «Человек с бульвара Капуцинов» | 31 декабря 2021 |
| 159 | «Пир во время зимы» — новогодний концерт, отсылка к книге «Пир во время чумы» | 31 декабря 2021 |
| 160 | «Ума лопата» — отсылка к выражению «ума палата» | 11 февраля 2022 |
| 161 | «Триумфальная сварка» — отсылка к «триумфальной арке» | 18 февраля 2022 |
| 164 | «Всемирный потом» — историческая программа, отсылка к всемирному потопу | 16 сентября 2022 |
| 165 | «Бабье вето» — отсылка к бабьему лету | 23 сентября 2022 |
| 166 | «Галина красная» — отсылка к фильму «Калина красная» | 30 сентября 2022 |

#### С 2022 года
| № выпуска | Название концерта, описание | Премьера на ТВ |
| --- | --- | --- |
| 171, 179, 180, 181, 182, 185, 186, 187, 188, 189, 190, 191, 192, 193, 194, 202, 203, 205, 210, 211, 212, 213, 214, 219, 220, 223. | «География „Уральских пельменей“ (Россия, Италия, Франция, Англия, Китай, Бразилия, Египет, Германия, Армения, Таиланд, Австралия, Антарктида, Португалия, Норвегия, Монголия, Мексика, Кипр, Индия, Алжир, Швейцария, Беларусь, Япония, Камерун, Конго, Киргизия, Вьетнам)» (26 частей) — сборник номеров с предыдущих концертов, по каким-то причинам не вошедших в их телеверсии | 18 ноября 2022, 7, 14, 21 и 28 апреля, 22 и 29 сентября, 6, 13, 20 и 27 октября, 3, 10, 17 и 24 ноября 2023, 29 марта, 5 и 19 апреля, 25 октября, 2, 8, 15 и 22 ноября 2024, 21 и 28 марта, 25 апреля 2025 |
| 172 | «Визги шампанского» — новогодний концерт, отсылка к брызгам шампанского | 31 декабря 2022 |
| 173 | «Салютологи» — новогодний концерт | 13 января 2023 |
| 174 | «Модный перебор» — отсылка к телепередаче «Модный приговор» | 3 марта 2023 |
| 175 | «Эффект папочки» — отсылка к эффекту бабочки | 10 марта 2023 |
| 176 | «Семнадцать полений сосны» — отсылка к телесериалу «Семнадцать мгновений весны» | 17 марта 2023 |
| 177 | «Галопом по синкопам» — отсылка к выражению «галопом по Европам» | 24 марта 2023 |
| 178 | «Турники-разбойники» — отсылка к фильму «Старики-разбойники» | 31 марта 2023 |
| 183 | «Истина в кине» — отсылка к выражению «истина в вине» | 15 сентября 2023 |
| 184 | «Дырка от рублика» — отсылка к «дырке от бублика» | 15 сентября 2023 |
| 195 | «Запасной мандарин» — новогодний концерт, отсылка к названию книги «Заводной апельсин» | 31 декабря 2023 |
| 196 | «Много шубы из ничего» — новогодний концерт, отсылка к пьесе «Много шума из ничего» | 31 декабря 2023 |
| 197 | «Чудеса на гаражах» — отсылка к мультсериалу «Чудеса на виражах» | 22 февраля 2024 |
| 198 | «Серьги на ветер» — отсылка к выражению «деньги на ветер» концерт, посвящённый 8 марта | 1 марта 2024 |
| 199 | «Простое марта» | 7 марта 2024 |
| 200 | «Доска зелёная» — отсылка к выражению «тоска зелёная» | 15 марта 2024 |
| 201 | «Курс руля» — отсылка к выражению «курс рубля» | 22 марта 2024 |
| 204 | «Комическая одиссея» — отсылка к фильму «Космическая одиссея 2001 года» | 12 апреля 2024 |
| 206 | «Гусарская палата» — отсылка к фильму «Гусарская баллада» | 27 сентября 2024 |
| 207 | «Дама с заначкой» — отсылка к рассказу «Дама с собачкой» | 4 октября 2024 |
| 208 | «Шапито в пальто» — отсылка к поговорке «конь в пальто» | 11 октября 2024 |
| 209 | «ВУЗ в рукаве» — отсылка к выражению «туз в рукаве» | 18 октября 2024 |
| 215 | «Мастер и мандарины» — отсылка к роману Мастер и Маргарита | 31 декабря 2024 |
| 216 | «Обыкновенное чадо» — отсылка к фильму «Обыкновенное чудо» | 28 февраля 2025 |
| 217 | «ЛОР уполномочен заявить» — отсылка к телесериалу «ТАСС уполномочен заявить…» | 7 марта 2025 |
| 218 | «В рагу не пожелаешь» — отсылка к выражению «врагу не пожелаешь» | 14 марта 2025 |
| 221 | «Лежачий патруль» — отсылка к мультсериалу «Щенячий патруль» | 11 апреля 2025 |
| 222 | «Женщина лёгкого похудения» — отсылка к выражению "женщина легкого поведения" посвящено 8 марта. | 18 апреля 2025 |
| 224 | «Берегись ретромобиля» — отсылка к фильму «Берегись автомобиля» | 5 сентября 2025 |
| 225 | «Курам наспех» — отсылка к выражению «курам на смех» | сентябрь 2025 |
| 226 | «Книжный Тагил» — отсылка к городу Нижний Тагил | |
| 227 | «Кабельное елевидение» - отсылка к кабельному телевидению | |
| 228 | «Цементо Море» - отсылка к выражению «мементо мори» | 30 декабря 2025 |
| 229 | «Шампанский стыд» - новогодний концерт отсылка к выражению «испанский стыд» | 31 декабря 2025 |
| 230 | «Карнавальная мощь» - мужской концерт отсылка к фильму «Карнавальная ночь» | |
| 231 | «Сумки в сторону» - женский концерт отсылка к кино «Шутки в сторону» | |
| 232 | «Смешное звено» - интеллектуальный концерт к 25-летию шоу игре «Слабое звено» | |

### Сборники номеров «Уральских пельменей»
На ТВ транслируются специальные выпуски «Уральских пельменей». В 2015—2018 годах выходили выпуски продолжительностью 24 минуты: в 2015 году они назывались «Лучшие номера», а в 2016—2018 годах — «Любимое». С 2019 года транслируется «Уральские пельмени. Смехbook» — выпуски продолжительностью 48 минут. В 2024 году вышел сборник номеров «Тамара Игоревна и другие».

## Шоу «Уральские умельцы»
В научно-популярном шоу «Уральские умельцы» воссоздают механизмы из сказок или литературных произведений и проверяют их работоспособность в реальной жизни. Участники 1-го сезона: Ева Евгеньевна Жук, Дмитрий Владиславович Брекоткин, Дмитрий Владимирович Соколов, Сергей Владимирович Исаев и его сыновья Савелий и Елисей.
| № выпуска | Краткое описание                                                                | Премьера на ТВ  |
| --------- | ------------------------------------------------------------------------------- | --------------- |
| 1         | Корней Иванович Чуковский, «Перепутица». Пожаротушение.                         | 22 октября 2023 |
| 2         | Сказка «Соловей-разбойник». Звуковой удар.                                      | 29 октября 2023 |
| 3         | Сказка «По щучьему веленью». Конвейер.                                          | 5 ноября 2023   |
| 4         | Рудольф Эрих Распе, «Приключения барона Мюнхгаузена». Полиспаст.                | 12 ноября 2023  |
| 5         | Николай Николаевич Носов, «Приключения Незнайки и его друзей». Пневмодвигатель. | 19 ноября 2023  |
| 6         | Сказка «Колобок». Шаромобиль.                                                   | 26 ноября 2023  |
| 7         | Андрей Сергеевич Некрасов, «Приключения капитана Врунгеля». Беличье колесо.     | 3 декабря 2023  |
| 8         | Сказка «Три поросёнка». Тороидальный вихрь.                                     | 10 декабря 2023 |
| 9         | Сказка «Змей Горыныч». Метательные машины.                                      | 17 декабря 2023 |
| 10        | Стрелять из пушки по воробьям                                                   | 24 декабря 2023 |
| 11        | Мультипликационный фильм «Ну, погоди!». Аэродинамический тормоз.                | 13 января 2024  |
| 12        | Николай Николаевич Носов, «Незнайка в Солнечном городе». Аэрофоны.              | 20 января 2024  |

В 2024 году были начаты съёмки 2-го сезона.

### Комментарии
1. ↑  С 1 июня по 31 августа проходил кастинг актёров и питчинг авторов для шоу «Уральские пельмени». 1 октября стало известно о победителях, а в 2024 году на ТВ-съёмках концертов она появилась в нескольких миниатюрах, судя по фотоотчётам на официальном сайте «УП»
2. ↑  Тоже в 2024 году появилась в нескольких концертах, судя по фотоотчётам на сайте «УП»